# Немеђо Норд (Белуно)
Немеђо Норд (итал. Nemeggio Nord) је насеље у Италији у округу Белуно, региону Венето.
Према процени из 2011. у насељу је живело 47 становника. Насеље се налази на надморској висини од 287 м.